# موروس (سردينيا)
موروس، (بالإنجليزية:  Muros)‏، (سردينيا: Mùros)، هي بلدية في مقاطعة ساساري، في منطقة سردينيا الإيطالية، وتقع على بعد حوالي 170 كم (110 ميل) إلى الشمال من كالياري، وحوالي 8 كيلومترات (5 ميل) جنوب شرق ساساري. اعتبارا من 31 ديسمبر 2004، كان عدد سكانها 760 وتبلغ مساحتها 11.2 كيلومتر مربع (4.3 ميل مربع).

## السكان
في سنة 1861 بلغ عدد السكان 314 نسمة، وتطور العدد ليصل في سنة 2011 لـ 837 نسمة.
يظهر هذا المخطط البياني تطور النمو السكاني لـ موروس (سردينيا)